# Cinderella Man (série de televisão)
Cinderella Man (hangul: 신데렐라 맨; rr: Sinderella Maen) é uma série de televisão sul-coreana exibida pela MBC de 15 de abril a 4 de junho de 2009, estrelada por Kwon Sang-woo, Lim Yoon-a, Han Eun-jung e Song Chang-eui.

## Enredo
A versão masculina e mais moderna de Cinderela. Dae-san é um designer de roupas que trabalha em uma pequena loja no mercado de Dongdaemun e sonha com a riqueza. Um dia ele conhece Joon-hee, o herdeiro de um império da moda, que o convida para se passar por ele.

## Elenco

### Elenco principal
- Kwon Sang-woo como Lee Joon-hee/Oh Dae-San
- Lim Yoon-a como Seo Yoo-jin
- Han Eun-jung como Jang Sae-eun
- Song Chang-eui como Lee Jae-min

### Elenco de apoio
- Jung Hye-sun como proprietário da empresa Kang Ju-ok
- Yoo Hye-ri como senhora Oh Seon-yeong
- Ahn Suk-hwan como Steward
- Jeong Gyoo-soo como diretor Shin Ki-cheol
- Lee Byung-joon como elegância Choi
- Jung Woo como Ma Yi-san
- Kim Min-hee como líder da equipe Lee
- Kang Dong-yeob como Kim Dong-hyeon
- Ryoo Sang-wook como Park Seung-jae
- Lee Yeon-doo como Kang Yoon-jeong
- Lee Kyeong-jin como a mãe de Yoo-jin
- Jang Jung-hee como Lee Kkeut-soon
- Kwon Tae-won como presidente da empresa Park
- Hwang Eun-jeong como 300 milhões
- Ra Mi-ran como Velvet Lee
- Lim Hyeok-pil como reunião dançarino MC de B-Boy
- Kil Yong-woo como o pai de Yoo-jin (camafeu)
- Sa Mi-ja (camafeu)
- Ahn Nae-sang (camafeu)
- Lee Dae-yeon (camafeu)
- Lee Il-hwa (camafeu)
- Jeon Soo-kyeong (camafeu)
- Lee Hye-eun (camafeu)
- Choi Soo-rin (camafeu)
- Jung Jin como diretor do orfanato (camafeu, episódio 15)
- Jeong Byeong-cheol como lojas de rua presidente promoção
- Shin Na-ri
- Kim Min-jwa como Ae-ran
- Lee Sang-bong

## Classificações
| Data de transmissão original | Episódio | Seul  | Em todo o país |
| ---------------------------- | -------- | ----- | -------------- |
| 15 de abril de 2009          | 1        | 9.3%) | 9.9%           |
| 16 de abril de 2009          | 2        | 6.7%  | 7.3%           |
| 22 de abril de 2009          | 3        | 7.6%  | 7.9%           |
| 23 de abril de 2009          | 4        | 7.0%  | 7.4%           |
| 29 de abril de 2009          | 5        | 8.2%  | 8.9%           |
| 30 de abril de 2009          | 6        | 8.5%  | 8.4%           |
| 6 de maio de 2009            | 7        | 10.2% | 11.0%          |
| 7 de maio de 2009            | 8        | 8.5%  | 9.1%           |
| 13 de maio de 2009           | 9        | 7.9%  | 8.6%           |
| 14 de maio de 2009           | 10       | 8.6%  | 8.9%           |
| 20 de maio de 2009           | 11       | 8.6%  | 8.6%           |
| 21 de maio de 2009           | 12       | 8.1%  | 9.0%           |
| 27 de maio de 2009           | 13       | 8.3%  | 8.9%           |
| 28 de maio de 2009           | 14       | 7.8%  | 8.9%           |
| 3 de junho de 2009           | 15       | 8.0%  | 8.0%           |
| 4 de junho de 2009           | 16       | 8.6%  | 8.8%           |
| Média                        | Média    | 8.2%  | -              |

Fonte: TNS Media Korea

## Exibição
| País                   | Emissora                | Data de estréia        | Data de final          | Título         |
| ---------------------- | ----------------------- | ---------------------- | ---------------------- | -------------- |
| Coreia do Sul          | MBC                     | 15 de abril de 2009    | 4 de junho de 2009     | 신데렐라 맨    |
| Taiwan                 | Videoland Drama Channel | 27 de maio de 2010     | 2 de julho de 2010     | 男版灰姑娘     |
| Hong Kong              | TVB Japanese Drama      | 31 de outubro de 2009  | 19 de dezembro de 2009 | A貨貴公子      |
| Hong Kong              | TVB Jade                | 2 de outubro de 2010   | 22 de janeiro de 2011  | A貨貴公子      |
| Hong Kong              | Drama Channel           | 16 de setembro de 2013 | 15 de outubro de 2013  | A貨貴公子      |
| Japão                  | KNTV                    | 2009                   | 2009                   | シンデレラマン |
| Japão                  | TBS                     | 25 de outubro de 2010  | 16 de novembro de 2010 | シンデレラマン |
| Peru                   | Panamericana Televisión | 2011                   | 2011                   | Cinderella Man |
| Filipinas              | GMA Network             | 10 de outubro de 2011  | 25 de novembro de 2011 | Cinderella Man |
| Equador                | Ecuador TV              | 2013                   | 2013                   | Cinderella Man |
| Emirados Árabes Unidos | MBC 4                   | 1 de junho de 2014     | 2014                   |                |